# Catarina Lindqvist
Anna Catarina Lindqvist Ryan (Kristinehamn, 1963. június 13. –) svéd teniszezőnő. Pályafutása során három egyéni és egy páros WTA-tornát nyert meg.

## Eredményei Grand Slam-tornákon

### Egyéniben
| Torna           | 1992   | 1991   | 1990   | 1989   | 1988   | 1987   | 1986   | 1985   | 1984   | 1983   |
| --------------- | ------ | ------ | ------ | ------ | ------ | ------ | ------ | ------ | ------ | ------ |
| Australian Open | 2. kör | 2. kör | -      | 1/4D   | 4. kör | 1/2D   | -      | 1/4D   | 2. kör | -      |
| Roland Garros   | 1. kör | -      | 1. kör | 1. kör | 1. kör | 2. kör | 4. kör | 2. kör | 2. kör | 2. kör |
| Wimbledon       | 2. kör | 4. kör | 1. kör | 1/2D   | 1. kör | 4. kör | 1/4D   | 1. kör | 2. kör | 1. kör |
| US Open         | -      | 1. kör | 2. kör | 1. kör | 1. kör | 1. kör | 4. kör | 4. kör | 4. kör | 3. kör |

## Külső hivatkozások
- Catarina Lindqvist profilja a WTA oldalán (angolul)